# 卢斯利奇
卢斯利奇（法語：Louslitges，法語發音：[luslitʒ]）是法国热尔省的一个市镇，属于米朗德区。

## 地理
卢斯利奇（43°35'43"N, 0°9'52"E）面积12.03 平方千米，位于法国奧克西塔尼大區热尔省，该省份为法国西南部内陆省份，北起顺时针与洛特-加龙省、塔恩-加龙省、上加龙省、上比利牛斯省、大西洋比利牛斯省和朗德省接壤。
与卢斯利奇接壤的市镇（或旧市镇、城区）包括：阿尔穆和科、博马尔谢、库卢梅蒙代巴、库尔蒂、加扎和巴卡里斯、旧佩吕斯。

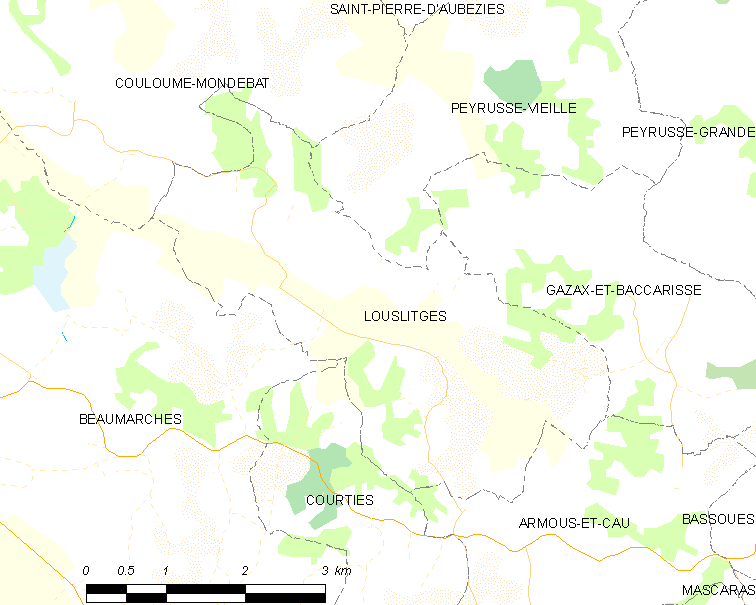
卢斯利奇的OSM定位图

卢斯利奇的时区为UTC+01:00、UTC+02:00（夏令时）。

## 行政
卢斯利奇的邮政编码为32230，INSEE市镇编码为32217。

## 政治
卢斯利奇所属的省级选区为帕尔迪亚克-下河县。

## 人口

1962-2008年间卢斯利奇人口变化图示

卢斯利奇于2022年1月1日时的人口数量为61人。